# 央子街道
央子街道，是中华人民共和国山東省潍坊市寒亭区下辖的一个乡镇级行政单位。

## 行政区划
央子街道下辖以下地区：
崔家央子村、新立村、西利渔村、丰台农业村、丰台渔业村、河北岭子村、固堤场村、蔡家央子一村、蔡家央子二村、林家央子村、韩家庙子村、牟家河坞村、横里路村、报庄子村、走马岭村、双庙子村、北辛庄村和前岭子村。